# Nedre Juckaslamm
Nedre Juckaslamm är en sjö i Ljusdals kommun i Hälsingland och ingår i Dalälvens huvudavrinningsområde.